# Carola Jäggi
Carola Jäggi (* 23. Mai 1963 in Winterthur) ist eine Schweizer und deutsche Kunsthistorikerin.
Von 1982 bis 1988 studierte Jäggi Kunstgeschichte, Klassische Archäologie, Christliche Archäologie, Mittelalterarchäologie und Ethnologie an den Universitäten Basel, Zürich, Freiburg und Bonn. 1988 erlangte sie das Lic. phil. mit einer Arbeit zur städtebaulichen Entwicklung Aquileias in der Spätantike. Von 1990 bis 1992 war sie Promotionsstipendiatin an der Bibliotheca Hertziana in Rom und von 1992 bis 1997 wissenschaftliche Assistentin am Lehrstuhl für ältere Kunstgeschichte an der Universität Basel. Hier wurde sie auch 1995 mit einer Arbeit zur Kirche San Salvatore in Spoleto promoviert. Von 1997 bis 2000 hatte sie ein Habilitationsstipendium des Schweizerischen Nationalfonds inne, von 2000 bis 2002 war sie Assistentin am Lehrstuhl für Kunstgeschichte von Robert Suckale an der TU Berlin, wo sie sich 2003 auch mit einer Arbeit zu Nonnenchören in frühen Frauenklöstern der Bettelorden habilitierte.
Von 2002 bis 2013 war sie Professorin für Christliche Archäologie und Kunstgeschichte an der Theologischen Fakultät der Universität Erlangen. Im akademischen Jahr 2009/10 hatte sie die Richard-Krautheimer-Gastprofessur an der Bibliotheca Hertziana in Rom inne. Seit dem 1. April 2013 ist sie Professorin für Kunstgeschichte des Mittelalters und für Archäologie der frühchristlichen und hoch- und spätmittelalterlichen Zeit an der Universität Zürich.
Sie ist Ehrensenatorin der Friedrich-Alexander-Universität Erlangen-Nürnberg, Mitglied des Vorstands der Gesellschaft für Schweizerische Kunstgeschichte sowie der Eidgenössischen Kommission für Denkmalpflege (EKD).

## Veröffentlichungen (Auswahl)
Buchpublikationen:
- Die Stadtkirche St. Laurentius in Winterthur. Ergebnisse der archäologischen und historischen Forschungen (zusammen mit Hans-Rudolf Meier, Renata Windler und Martin Illi), Zürcher Denkmalpflege, Archäologische Monographien Bd. 14, Zürich 1993.
- Für irdischen Ruhm und himmlischen Lohn. Stifter und Auftraggeber in der mittelalterlichen Kunst (hrsg. mit Hans-Rudolf Meier und Philippe Büttner), Berlin 1995, ISBN 978-3-4960-1137-8.
- San Salvatore in Spoleto. Studien zur spätantiken und frühmittelalterlichen Architektur Italiens (= Spätantike. Frühes Christentum. Byzanz. Kunst im ersten Jahrtausend Bd. 5). Reichert, Wiesbaden 1998, ISBN 3-89500-078-7 (Dissertation, Universität Basel, 1995).
- Frauenklöster im Spätmittelalter. Die Kirchen der Klarissen und Dominikanerinnen im 13. und 14. Jahrhundert (= Studien zur internationalen Architektur- und Kunstgeschichte. Bd. 34). Michael Imhof Verlag, Petersberg 2005, ISBN 978-3-86568-009-9 (Habilitationsschrift, Technische Universität Berlin, 2001).
- Ravenna. Kunst und Kultur einer spätantiken Residenzstadt. Die Bauten und Mosaiken des 5. und 6. Jahrhunderts. Schnell & Steiner, Regensburg 2013 (2. Auflage 2016), ISBN 978-3-7954-2774-0. Rezension
- Platz da! Genese und Materialität des öffentlichen Platzes in der mittelalterlichen Stadt (= Schweizer Beiträge zur Kulturgeschichte und Archäologie des Mittelalters Bd. 49; hrsg. mit Andrea Rumo und Sabine Sommerer). Basel 2021, ISBN 978-3-908182-33-7.